# Liesel Schiffer
Pour les articles homonymes, voir Schiffer.
Liesel Schiffer est une écrivaine et journaliste française née en 1962. 

## Biographie
Après des études d'histoire à la Sorbonne, elle intègre la maison d'édition Gallimard Jeunesse, puis devient journaliste. Parallèlement, elle publie Le piège ethnique avec Benjamin Sehene, après une longue enquête au Rwanda. Elle est l'auteure de deux livres sur l'histoire de la mode et L'histoire du livre pour les éditions Fabbri, et a signé chez Aubanel Ces immigrés qui ont fait la France avec Dimitri Casali. Au printemps 2008, elle publie Femmes remarquables au XIXe siècle avec une préface de Jean Tulard. En 2010, elle fait, avec Elodie Scée, une résidence d'écriture à la Bellevilloise (Paris 20e), lieu historique, festif et culturel de l'est parisien. Depuis 2012, elle organise des ateliers d’écriture dans le cadre de la Nef, manufacture d’utopies à Pantin, avec Jean-Louis Heckel. En 2015, elle est lauréate de la bourse "Brouillon d'un rêve littéraire" de la SCAM et en 2016, elle fait partie du jury présidé par Pascal Ory, aux côtés, notamment, de Catherine Clément, Colette Fellous, Bouchera Azouzz, Laura Alcoba, Benoît Peeters, Michèle Kahn, Nedim Gürsel, Olivier Weber, Hervé Le Tellier et Pascal Boille.
Elle publie, en février 2021, une biographie d'Olympe Audouard aux éditions Vendémiaire, “Être femme et féministe sous Napoléon III".

## Publications
- Le piège ethnique, avec Benjamin Sehene, éd. Dagorno, Paris, 1999, 222 p.  (ISBN 2-910019-54-3 et 978-2910019549)
- Ces immigrés qui ont fait la France, avec Dimitri Casali, éd. Aubanel, Paris, 2007, 223 p.  (ISBN 2-7006-0511-X et 978-2700605112)
- Nos années bac, éd. Aubanel, Paris, 2008, 156 p.  (ISBN 2-7006-0550-0 et 978-2-7006-0550-1)
- Femmes remarquables au XIXe siècle (préface de Jean Tulard), éd. Vuibert, Paris, 2008, 305 p.  (ISBN 2-7117-4442-6 et 9782711744428)
- "Olympe" Être femme et féministe sous Napoléon III, éd. Vendémiaire  (ISBN 978-2-36358-357-4)